# Double Vision (chanson)
Pour les articles homonymes, voir Double Vision.
Singles de 3OH!3
My First Kiss
(2010) Hey
(2010)
Pistes de Streets of Gold
I Know How to Say
(9) I'm Not the One
(11)
Double Vision est une chanson du duo américain 3OH!3, issue de leur troisième album studio, Streets of Gold, sorti en 2010. La chanson, qui a été publiée en tant que troisième single promotionnel dans le cadre du « Compte à rebours avant Streets of Gold », est également le deuxième single officiel de l'album. La chanson a été ajoutée à la B Playlist de Radio 1 au Royaume-Uni. Le remix officiel est en collaboration avec le rappeur américain Wiz Khalifa. Une version en Simlish de la chanson apparaît aussi dans la bande-originale des jeux vidéo Les Sims 3, dans la catégorie « électronique » du juke-box ainsi que dans la version Expansion Pack du jeu vidéo The Sims 3: Late Night .

## Clip
Le vidéoclip a été réalisé par le Evan Bernard . Il est sorti mondialement le 20 août 2010.

## Classement
| Classement (2010)              | Meilleure position |
| ------------------------------ | ------------------ |
| Australie (ARIA)               | 42                 |
| Canada (Billboard Hot 100)     | 49                 |
| Polish Music Charts            | 11                 |
| Royaume-Uni (UK Singles Chart) | 133                |
| États-Unis (Billboard Hot 100) | 87                 |